# Stanna hos mig
Stanna hos mig är ett studioalbum av det svenska dansbandet Drifters, släppt 2010 . Det mesta materialet är äldre coverlåtar.

## Låtlista
| Nr              | Titel                                                                                  | Låtskrivare                                  | Längd |
| --------------- | -------------------------------------------------------------------------------------- | -------------------------------------------- | ----- |
| 1.              | "Sha-la-lie"                                                                           | Pierre Kartner, Ulf Georgsson                | 3.00  |
| 2.              | "Där du går lämnar kärleken spår" ("Love Grows (Where My Rosemary Goes)")              | Tony MacAulay, Bary Mason, Olle Bergman      | 2.45  |
| 3.              | "Stanna hos mig"                                                                       | Henrik Sethsson, Mats Tärnfors               | 3.32  |
| 4.              | "Morning Train" ("9 to 5")                                                             | Florrie Palmer                               | 3.19  |
| 5.              | "Det är kärlek"                                                                        | Jonas Warnerbring, Susanne Wigforss          | 3.00  |
| 6.              | "Tack för en underbar vanlig dag "                                                     | Agnetha Fältskog, Bosse Carlgren             | 2.42  |
| 7.              | "It Takes Two" (duett med Olle Jönsson)                                                | William Stevenson, Sylvia Moy                | 4.05  |
| 8.              | "Ska vi plocka körsbär i min trädgård"                                                 | Little Gerhard                               | 2.45  |
| 9.              | "Manic Monday"                                                                         | Prince Roger Nelson                          | 2.57  |
| 10.             | "Världens rikaste flicka"                                                              | John Lawrence Fineran, Rune Wallebom         | 3.00  |
| 11.             | "Det finaste jag vet"                                                                  | Henrik Sethsson, Ulf Georgsson               | 3.28  |
| 12.             | "Är det konstigt att man längtar bort nå'n gång" ("I'm Gonna Be a Country Girl Again") | Buffy Sainte-Marie, Stikkan Anderson         | 3.15  |
| 13.             | "Just Like a Woman"                                                                    | Lasse Holm                                   | 4.10  |
| 14. (bonusspår) | "In a Moment Like This" (duett med Henrik Strömberg)                                   | Thomas G:son, Henrik Sethsson, Erik Bernholm | 3.01  |

### Drifters
- Erica Sjöström – Sång, saxofon & dragspel
- Mattias Berghorn – Trummor, Sång
- Ronny Nilsson – Gitarr, Sång
- Stellan Hedevik – Klaviatur
- Henrik Wallrin – Bas

- Producerad & arrangerad av: Henrik Sethson
- A & R: Jakob Ekendahl

Mixad av: Plec i Panic-Room. Mastrad av Dragan Tanasković
- Foto: Thomas Harrysson
- Design: Anders Bühlund, Forma
- Drifters engageras genom: YBM Nöjesproduktion, Alingsås

## Listplaceringar
| Lista (2010) | Topplacering |
| ------------ | ------------ |
| Sverige      | 3            |

### Fotnoter
1. ↑  Dansbands-Jimmy 24 augusti 2010 – Drifters sträcker sig riktigit långt Arkiverad 7 oktober 2010 hämtat från the Wayback Machine.
2. ↑  Information i Svensk mediedatabas.
3. ↑  Listplacering Arkiverad 27 december 2013 hämtat från the Wayback Machine.